# Bénabar

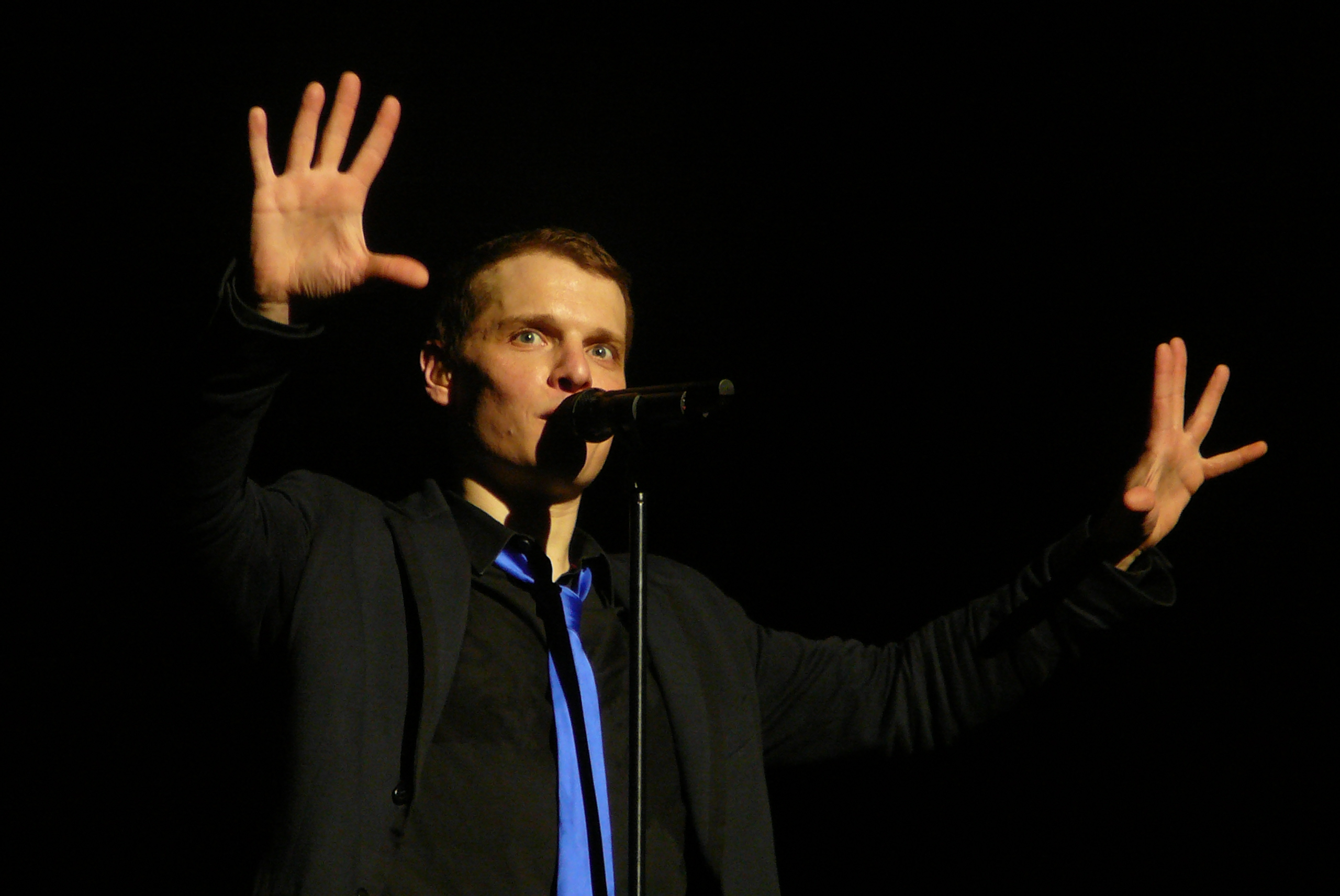
Bénabar (2009)

Bénabar, właśc. Bruno Nicolini (ur. 16 czerwca 1969 w Thiais) – francuski piosenkarz.

## Dyskografia
- 1997: La p'tite monnaie
- 2001: Bénabar
- 2003: Les risques du métier
- 2004: Live au Grand Rex - 2 CD
- 2005: Reprise des négociations
- 2007: Best Of (CD + DVD z tournée 2006)
- 2008: Infréquentable
- 2011: Les bénéfices du doute
- 2014: Inspiré de faits réels
- 2018: Le début de la suite